# Zosterornis hypogrammicus
El timalí de Palawan (Zosterornis hypogrammicus) es una especie de ave paseriforme de la familia Zosteropidae endémica de Filipinas. 

## Distribución y hábitat
Como su nombre indica se encuentra únicamente en la isla de Palawan. Su hábitat natural son los bosques de montaña de la isla. Está amenazado por la pérdida de hábitat.